# آزبرسنیتسا
آزبرسنیتسا (به صربی: Azbresnica) یک روستا در صربستان است که در مروشینا واقع شده‌است.